# Bruno Charles François de Garidel-Thoron
 (septembre 2024).
La mise en forme du texte ne suit pas les recommandations de Wikipédia : il faut le « wikifier ».
Les points d'amélioration suivants sont les cas les plus fréquents :
- Les titres sont pré-formatés par le logiciel. Ils ne sont ni en capitales, ni en gras.
- Le texte ne doit pas être écrit en capitales (les noms de famille non plus), ni en gras, ni en italique, ni en « petit »…
- Le gras n'est utilisé que pour surligner le titre de l'article dans l'introduction, une seule fois.
- L'italique est rarement utilisé : mots en langue étrangère, titres d'œuvres, noms de bateaux, etc.
- Les citations ne sont pas en italique mais en corps de texte normal. Elles sont entourées par des guillemets français : « et ».
- Les listes à puces sont à éviter, des paragraphes rédigés étant largement préférés. Les tableaux sont à réserver à la présentation de données structurées (résultats, etc.).
- Les appels de note de bas de page (petits chiffres en exposant, introduits par l'outil «  Source ») sont à placer entre la fin de phrase et le point final[comme ça].
- Les liens internes (vers d'autres articles de Wikipédia) sont à choisir avec parcimonie. Créez des liens vers des articles approfondissant le sujet. Les termes génériques sans rapport avec le sujet sont à éviter, ainsi que les répétitions de liens vers un même terme.
- Les liens externes sont à placer uniquement dans une section « Liens externes », à la fin de l'article. Ces liens sont à choisir avec parcimonie suivant les règles définies. Si un lien sert de source à l'article, son insertion dans le texte est à faire par les notes de bas de page.
- La présentation des références doit suivre les conventions bibliographiques. Il est recommandé d'utiliser les modèles {{Ouvrage}}, {{Chapitre}}, {{Article}}, {{Lien web}} et/ou {{Bibliographie}}. Le mode d'édition visuel peut mettre en forme automatiquement les références.
- Insérer une infobox (cadre d'informations à droite) n'est pas obligatoire pour parachever la mise en page.

Pour une aide détaillée, merci de consulter Aide:Wikification.
Si vous pensez que ces points ont été résolus, vous pouvez retirer ce bandeau et améliorer la mise en forme d'un autre article.
Bruno Charles François de Garidel-Thoron, né le 16 février 1807 à Aix-en-Provence (Bouches-du-Rhône) et mort le 16 mars 1886 (dans sa 80e année) dans la même ville, est un capitaine du Génie militaire, administrateur de l'École polytechnique, membre du comité des Fortifications, et auteur de nombreux ouvrages d'autorité sur les fortifications et revêtements militaires.

## Biographie
Fils cadet du conseiller au parlement de Provence Bruno Amable Pierre de Garidel-Thoron (1753-1828), seigneur de Villemus, et frère de Léon Auguste de Garidel-Thoron, président de l'Académie d'Aix (1848-1852), Bruno de Garidel-Thoron, dit le vicomte de Garidel-Thoron,, est né à Aix-en-Provence le 16 février 1807 et y est décédé le 16 mars 1886.
Comme cadet de famille, il partit tout enfant à l'École militaire de la Flèche où il séjourna sept ans sans revenir à la maison paternelle. Il fait son entrée à l’École polytechnique (France) en 1823, à l'âge de seulement 16 ans, passe à la première division en 1824, le 12e d’une liste de 94 élèves, puis fit l’École d'application de l'artillerie et du génie de Metz (avec le numéro 2, Louis Juchault de Lamoricière ayant le numéro 1, sur une liste de 26 élèves) d'où il sortit dans le Génie militaire en 1826,,.
Bruno de Garidel-Thoron épousa à Paris le 2 janvier 1835 Mathilde de Crousaz-Crétet (1813-1876), fille d’Henry de Crousaz-Crétet (1773-1861), 2e comte de Champmol, 1er baron de Crousaz-Crétet, officier puis contrôleur général de la Banque de France, chevalier de la Légion d’honneur et d’Emilie Bréheret de Courcilly. De cette union naîtront quatre enfants dont Joachim de Garidel-Thoron, président de la Société d'agriculture de l'Allier durant quasiment 64 ans et censeur de la Banque de France.

## Carrière
Par la suite, Bruno de Garidel-Thoron devient capitaine au corps royal du génie militaire et Aide de Camps du General Prevost de Vernois. Il est membre du Comité des fortifications. Il prend part au siège d’Alger comme officier de l’État-Major du maréchal de Bourmont. À son retour en France, il fut appelé à l’État-Major de Paris jusqu’en 1840, date de sa démission.
Peu après, le général de Rostolan , directeur de l’Ecole Polytechnique, l’appelait auprès de lui et confiait à Bruno de Garidel-Thoron les fonctions d'administrateur de cette école de 1846 a 1848.

## Contributions au monde des fortifications et revêtements militaires
En tant que membre du comité des fortifications, Bruno de Garidel eut une influence importante dans le domaine des fortifications et revêtements militaires et ce à travers diverses publications très spécialisées, dont notamment:
- Tables des poussées des voûtes en plein cintre calculees par M. de Garidel (1837)[9],[10]
- Études sur le défilement des tranchées en projection et sur le défilement des ouvrages de fortification, 1838 (lire en ligne)
- Essai sur l'équilibre des demi-fluides à frottement et application à la stabilité des revêtemens, particulièrement des revêtemens militaires, 1839 (lire en ligne)[11]
- Explications sur le mémoire intitulé "Essai sur l'équilibre des demi-fluides à frottement (1841)[12]
- Mémoire sur le calcul des voûtes en berceau (1848)[13]

Ces nombreuses contributions scientifiques et mathématiques feront de lui un membre de la 33e session du congrès scientifique de France, rattaché au département de l'Allier. Ce congrès se déroula à Aix en décembre 1866. 

## Décorations
Bruno de Garidel-Thoron sera fait chevalier de l'Ordre national de la Légion d'honneur par décret du 22 avril 1841 puis deviendra titulaire de la Médaille militaire.